# B̰
Le B̰ ou B tilde souscrit est une consonne utilisée en babungo. Elle est composée d’un B diacrité d’un tilde souscrit.

## Représentations informatiques
- Unicode (commandes C0 et latin de base, diacritiques)[1],[2] :

| formes    | représentations | chaînes de caractères | points de code | descriptions                                         |
| --------- | --------------- | --------------------- | -------------- | ---------------------------------------------------- |
| capitale  | B̰               | B◌̰                    | U+0042 U+0330  | lettre majuscule latine b diacritique tilde souscrit |
| minuscule | b̰               | b◌̰                    | U+0062 U+0330  | lettre minuscule latine b diacritique tilde souscrit |

## Sources
- b̰, Scriptsource.org